# كارستن كلاين
كارستن كلاين هو سياسي ألماني، ولد في 2 ديسمبر 1977 في أشافنبورغ في ألمانيا. نشط حزبياً في الحزب الديمقراطي الحر. في الانتخابات الفيدرالية الألمانية 2017، انتخب عضو في البوندستاغ الألماني عن دائرة Aschaffenburg (electoral district) ‏ وقد انضم خلال البوندستاغ الألماني التاسع عشر (24 أكتوبر 2017 – ) للكتلة البرلمانية جماعة الديمقراطيين الأحرار ‏ وانتخب عضو مجلس الشورى الموحد لبافاريا ‏.